# 王立統計学会

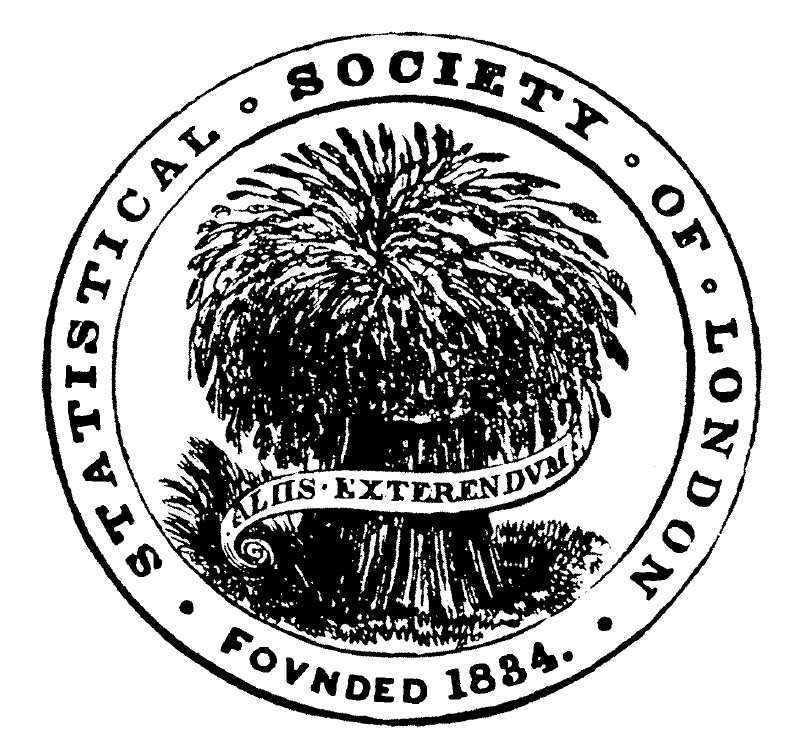
Transactions に印刷されたロゴ（1837年）

王立統計学会（英: Royal Statistical Society、RSS）は、イギリスにおける統計学の学会であり、統計学者の職能団体である。1834年、ロンドン統計学会（Statistical Society of London、LSS）として創設された。当時、イギリスには各地に統計学会があったが、その多くは既に存在しない。例外としてRSSよりも長い歴史を持つマンチェスター統計学会（Manchester Statistical Society）がある。
ロンドン統計学会の設立には、リチャード・ジョーンズ、チャールズ・バベッジ、アドルフ・ケトレー、ウィリアム・ヒューウェル、トマス・ロバート・マルサスが協力した。1858年には、初の女性会員としてフローレンス・ナイチンゲールが加わっている。ウィリアム・ベヴァリッジやハロルド・ウィルソンは会長を務めた。
1887年、ロンドン統計学会から王立統計学会となり、1993年には統計協会（Institute of Statisticians）と合併した。現在は世界中に7,200名の会員がいて、うち1,500名は統計のプロとしてイギリスで認定されている。他の職能団体とは異なり、全ての会員をフェローと呼ぶ。
同学会は統計に関する立法に尽力し、2007年、Statistics and Registration Service Act という法案が通過した。
RSSは毎年総会を開催しており、2007年7月にはヨーク大学で開催された。総会ではウィリアム・ガイを記念したガイ・メダルが授与される。学会誌 Journal of the Royal Statistical Society を出版しており、現在は3つのシリーズに分かれている（シリーズA Statistics in Society、シリーズB Statistical Methodology、シリーズC Applied Statistics）。また、一般向けの雑誌 Significance も出版している。